# Покровка (село, Стерлітамацький район)
Покро́вка (рос. Покровка, башк. Покровка) — село у складі Стерлітамацького району Башкортостану, Росія. Входить до складу Куганацької сільської ради.
Населення — 843 особи (2010; 804 в 2002).
Національний склад:
- росіяни — 79%